# NewSQL
NewSQL (з англ. новий SQL) — клас сучасних реляційних СУБД, які прагнуть поєднати в собі переваги NoSQL і транзакційні вимоги класичних баз даних. Даний термін був запропонований в 2011 році Метью Аслетом, аналітиком 451 Group. Потреба в даних системах виникла в першу чергу у компаній, що працюють з критичними даними (наприклад, фінансового сектора), яким були потрібні масштабовані рішення, в той час як рішення NoSQL не могли надати транзакцій і не відповідали вимогам надійності даних.

## Класифікація NewSQL
Класифікація заснована на різних підходах, прийнятих зберегти SQL інтерфейс, а також вирішити масштабованість і продуктивність, що є проблемами традиційних рішень OLTP.

### Нові бази даних
Основна маса БД NewSQL є in-memory БД. Головною особливістю таких БД є те, що вони зберігають основну масу даних не на жорстких дисках, а в оперативній пам'яті. Розробники впевнені, що зберігання даних на HDD, є одним з основних недоліків існуючих БД, оскільки, найвищу швидкість обробки і отримання даних забезпечить переміщення їх в ОЗП. Недолік ОЗП на одному сервері, компенсується кластером таких серверів з великої кількості вузлів. Також в таких БД передбачено періодичне резервне копіювання даних на жорсткий диск, щоб запобігати можливим втратам при відмові сервера.
Отже, NewSQL система розробляється повністю з нуля з метою досягнення масштабованості та продуктивності. Одним з ключових факторів у підвищенні продуктивності є використання оперативної пам'яті або нових видів дисків (флеш-пам'ять / SSD), які є сховищем первинних даних. Дане рішення може здійснюватися програмно (VoltDB, NuoDB) або на рівні заліза (Clustrix, Translattice). Прикладами розробок є Clustrix, NuoDB і Translattice (комерційні) і VoltDB (Open Source).

### Новий рушій бази даних MySQL
Щоб подолати проблеми масштабованості MySQL, було створено ряд рушіїв заснованих на MySQL. Позитивна сторона — використання інтерфейсу MySQL, але є погана сторона — не підтримуються міграція даних з інших баз даних (включаючи старий MySQL). Приклади реалізації — Xeround, GenieDB (комерційні); і Akiban, MySQL Група NDB і ін. (opensource).
Один з найпоширеніших — TokuDB. Він використовує індекси, розташовані на фрактальних деревах. Вони набагато швидші, ніж індекси на В-деревах, особливо при переповненні оперативної пам'яті, що викликає необхідність зчитувати їх з жорсткого диска.

### Прозоре об'єднання в кластери
Мається на увазі застосовування кластерів SQL з декількох фізичних вузлів для зберігання і обробки великих обсягів даних. Хоч такий підхід і залишає БД OLTP в своєму первісному вигляді, але дозволять досягти масштабованості і горизонтального угруповання. Всі виробничі СУБД об'єднують в кластер. Він є середнім шаром (middleware), який перенаправляє запити до потрібних вузлів (де зберігаються дані), групує дані і видає єдиний результат. При такому підході, для запитів існують обмеження щодо використання зовнішніх ключів і джоінів.
Тобто, ці рішення зберігають бази даних OLTP в своєму оригінальному вигляді, але забезпечують особливість розширення, з прозорим угрупованням, та гарантують масштабованість. Інший підхід повинен забезпечити прозорий sharding, щоб також поліпшити масштабованість. БД Schooner MySQL, Continuent Tungsten і ScalArc слідують першому підходу, тоді як ScaleBase і dbShards слідують другому підходу. Обидва підходи дозволяють повторне використання існуючих наборів і екосистеми, і уникають потреби переписати код або виконати будь-які міграції даних. Приклади реалізацій — ScalArc, Schooner MySQL, dbShards (комерційний) ScaleBase; і Continuent Tungsten (opensource).

## Технічні характеристики рішень NewSQL
1. SQL як основний механізм для взаємодії.
2. ACID підтримка транзакцій.
3. Механізм управління без застосування блокувань, таким чином зчитувальні дані в реальному часі не знаходиться в протиріччі з записуючими, що виключає конфлікт.
4. Архітектура, що забезпечує набагато вищу продуктивність вузла, ніж доступний з традиційних рішень RDBMS.
5. Зручне масштабування, здатне керувати великою кількістю вузлів, і не переносити вузькі місця.

## Архітектурний приклад
Розглянемо архітектурний приклад одного з NewSQL рішень (dbShards). Він представлений на малюнку 1.

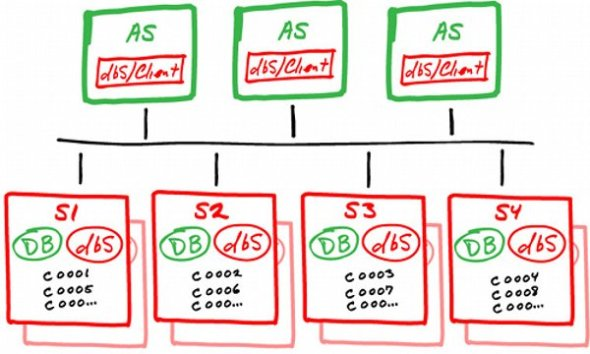
малюнок 1

## Переваги і недоліки NewSQL
Розглянемо переваги і недоліки NewSQL

### Переваги NewSQL
- Мінімальна складність додатків, а також повна транзакційна підтримка.
- Знайомий SQL і стандартні інструменти.
- Багато систем пропонують кластери типу NoSQL з більш традиційними моделями даних і запитів.

### Недоліки NewSQL
- NewSQL не є універсальною, як традиційна система SQL.
- Обсяг пам'яті може перевищувати кілька терабайт.
- Пропонує тільки частковий доступ до багатьох інструментів традиційних SQL-систем.

## Рішення
Існують різні підходи до вирішення завдання створення бази даних. Основними з яких є:

#### Принципово нова архітектура
Найбільш популярним підходом є створення принципово нових платформ для зберігання даних. Подібні рішення проектуються спочатку з розрахунком на розподілену архітектуру і багатопоточність. Прикладами даних систем є:
- Spanner
- Clustrix
- OrientDB
- VoltDB
- MemSQL
- SQLFire і GemFire XD
- SAP HANA[7]
- FoundationDB
- NuoDB[8][9]
- TransLattice
- ActorDB[10]
- Trafodion[11]
- CockroachDB[12]
- TiDB[13][14][15]

#### Нові механізми зберігання SQL
Даний тип рішень надає нові принципи зберігання даних, які масштабуються краще ніж, наприклад, InnoDB. Приклади подібних рішень:
- Infobright
- TokuDB
- і більш не розроблювальний InfiniDB

#### Прозоре масштабування
Дані системи додають новий середній шар, покликаний приховати розподілену суть збережених даних. Приклади:
- dbShards
- Scalearc
- ScaleBase